# Jarryd Hughes
Jarryd Hughes, né le 21 mai 1995 à Wahroonga, est un snowboardeur australien spécialisé dans les épreuves de snowboardcross.

## Carrière
Il a fait ses débuts en Coupe du monde en 2012, année durant laquelle il est aussi vive-champion du monde junior. Il remporte en décembre 2013 sa première épreuve en Coupe du monde à Lake Louise. Il participe en février 2014 aux Jeux olympiques de Sotchi et se classe 17e. Lors de sa participation aux Jeux olympiques de PyeongChang, il obtient la médaille d'argent devancé par Pierre Vaultier.

## Palmarès

### Jeux olympiques
| Épreuve / Édition   | Snowboardcross |
| ------------------- | -------------- |
| JO 2014 Sotchi      | 17e            |
| JO 2018 Pyeongchang | Argent         |

### Championnats du monde
| Épreuve / Édition           | Snowboardcross | Snowboardcross par équipes |
| --------------------------- | -------------- | -------------------------- |
| Mondiaux 2013 Stoneham      | 11e            |                            |
| Mondiaux 2015 Kreischberg   | 31e            |                            |
| Mondiaux 2017 Sierra Nevada | 34e            |                            |
| Mondiaux 2019 Park City     | 35e            |                            |
| Mondiaux 2021 Idre Fjäll    | 11e            | Médaille d'or, monde       |

### Coupe du monde
- Meilleur classement en snowboardcross : 4e en 2014.
- 4 podiums dont 2 victoires.

#### Détails des victoires
| Épreuve / Édition | Snowboard Cross |
| ----------------- | --------------- |
| 2013-2014         | Lake Louise     |
| 2017-2018         | Montafon        |

#### Différents classements en coupe du monde
| Année/Classement | Année/Classement | Snowboarccross | Snowboarccross |
| ---------------- | ---------------- | -------------- | -------------- |
| Année/Classement | Année/Classement | Class.         | Points         |
| 2012             | 2012             | 31e            | 500            |
| 2013             | 2013             | 56e            | 124            |
| 2014             | 2014             | 4e             | 2090           |
| 2015             | 2015             | 8e             | 842            |
| 2016             | 2016             | 29e            | 740            |
| 2017             | 2017             | 7e             | 2068           |

### Championnats du monde juniors
| Épreuve / Édition                  | Snowboardcross |
| ---------------------------------- | -------------- |
| Mondiaux 2011 Valmalenco           | 35e            |
| Mondiaux 2012 Sierra Nevada        | Argent         |
| Mondiaux 2014 Chiesa in Valmalenco | 5e             |